# الدوري النرويجي الممتاز 1998
الدوري النرويجي الممتاز 1998 (بالنرويجية: Tippeligaen 1998)‏ هو الموسم 54 من  الدوري النرويجي الممتاز. أقيم خلال الفترة 13 أبريل 1998 وحتى 25 أكتوبر 1998، وكان عدد الأندية المشاركة فيه  14، وفاز فيه نادي روسنبورغ.